# 二次元電気泳動
二次元電気泳動（にじげんでんきえいどう）は、広義には順番に2つの方向へ電気泳動を行い物質の分離・分析を行う方法である。
普通には、蛋白質を分析する方法を指す。この場合は、まず細長いポリアクリルアミドゲルを用いた等電点電気泳動で分離し（1次元目）、次にこれを四角のゲル中でSDS-ポリアクリルアミドゲル電気泳動（SDS-PAGE）によって分離する（2次元目）。非常に多種（3000種類程度）の蛋白質を一度に分離できるため、プロテオーム解析に利用される。